# Carex haydeniana
Carex haydeniana Olney in S.Watson es una especie de planta herbácea de la familia de las ciperáceas.

## Hábitat y distribución
Es nativa de América del Norte occidental de Columbia Británica a California y Nuevo México, donde crece en lugares húmedos, en zonas rocosas subalpinas y clima alpino. 

## Descripción
Esta juncia produce racimos de caídos a decumbentes tallos de hasta 30 o 40 centímetros de largo, a menudo mucho más cortos. Tiene algunas hojas por tallo, cada una de hasta unos 16 centímetros de largo. La inflorescencia es un denso grupo esférico de espiguillas indistintas de color marrón oscuro.

## Taxonomía
Carex haydeniana fue descrita por Olney in S.Watson y publicado en United States Geological Expolration (sic) of the Fortieth Parallel. Vol. 5, Botany 366. 1871.
Etimología
Ver: Carex
Sinonimia
- Carex festiva var. haydeniana]] (Olney) Boott in S.Watson & al. (1880).
- Carex macloviana var. haydeniana (Olney) Kük. in H.G.A.Engler (ed.) (1909).
- Carex macloviana subsp. haydeniana (Olney) R.L.Taylor & MacBryde (1978).
- Carex festiva var. decumbens T.Holm (1903).
- Carex nubicola Mack. (1909).[2]